# امراواتینگار
امراواتینگار (به انگلیسی: Amaravathinagar) یک منطقهٔ مسکونی در هند است که در تامیل نادو واقع شده‌است.

## خصوصیات
امراواتینگار ۳۰۵ متر بالاتر از سطح دریا واقع شده‌است.